# Mittleres Leinblatt
Das Mittlere Leinblatt (Thesium linophyllon) ist eine Pflanzenart aus der Gattung Leinblatt (Thesium) innerhalb der Familie der Sandelholzgewächse (Santalaceae). Sie ist in Eurasien verbreitet.

## Beschreibung

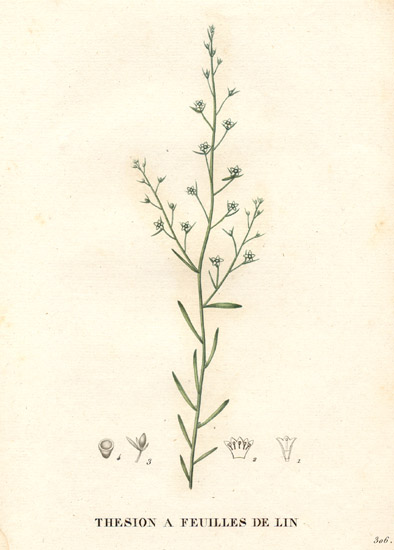
Illustration

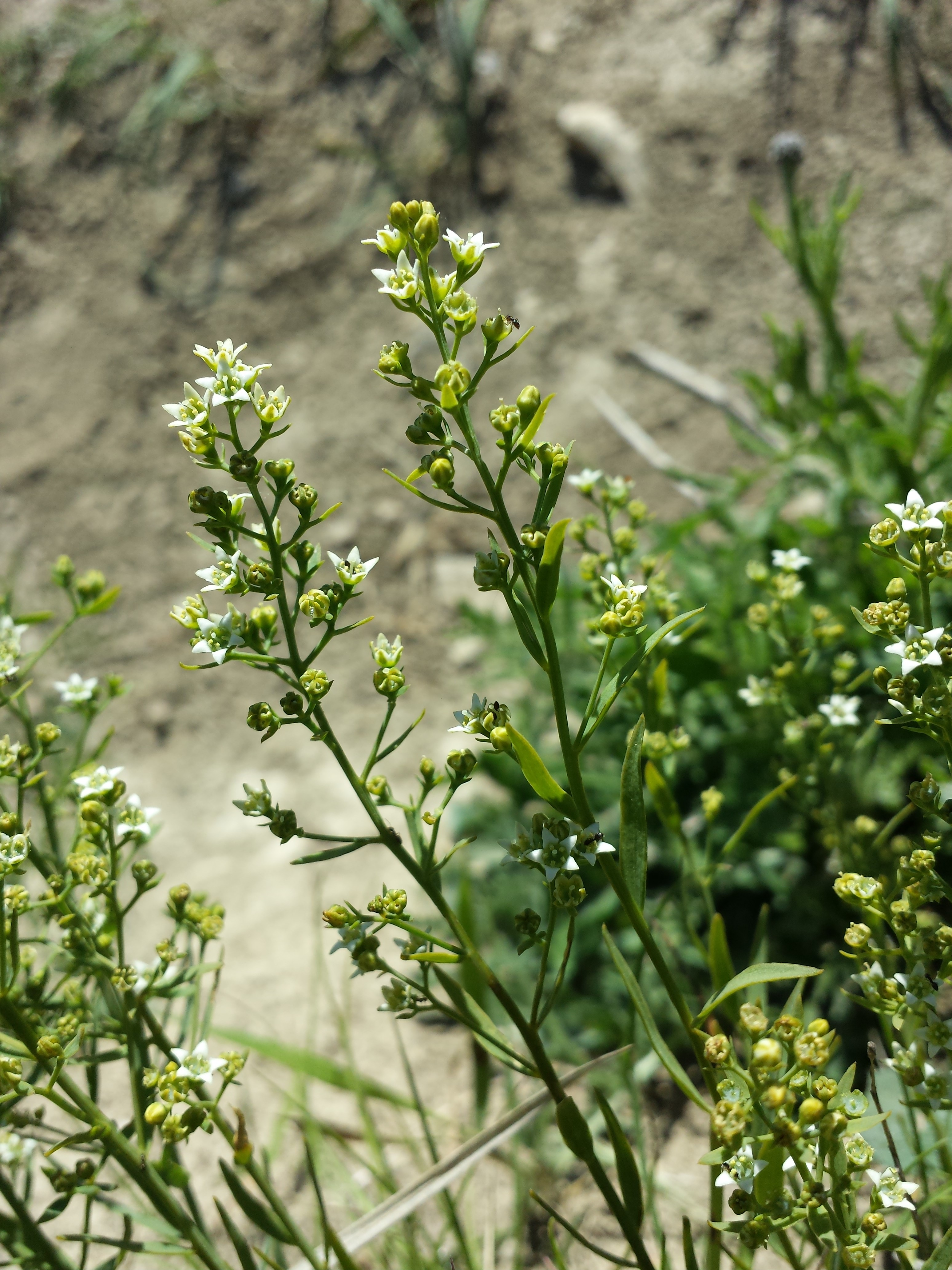
Habitus

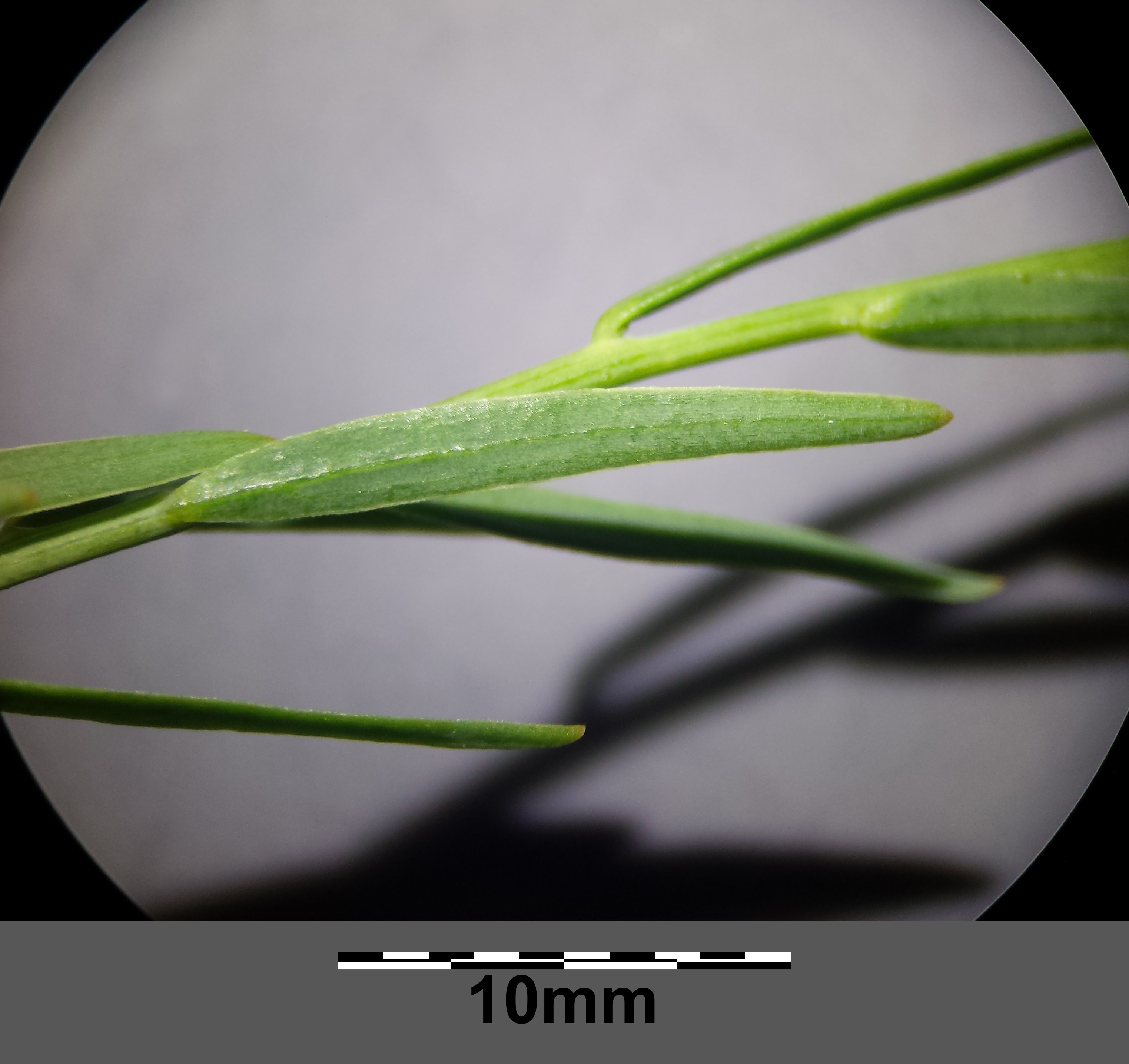
Stängel mit Laubblättern

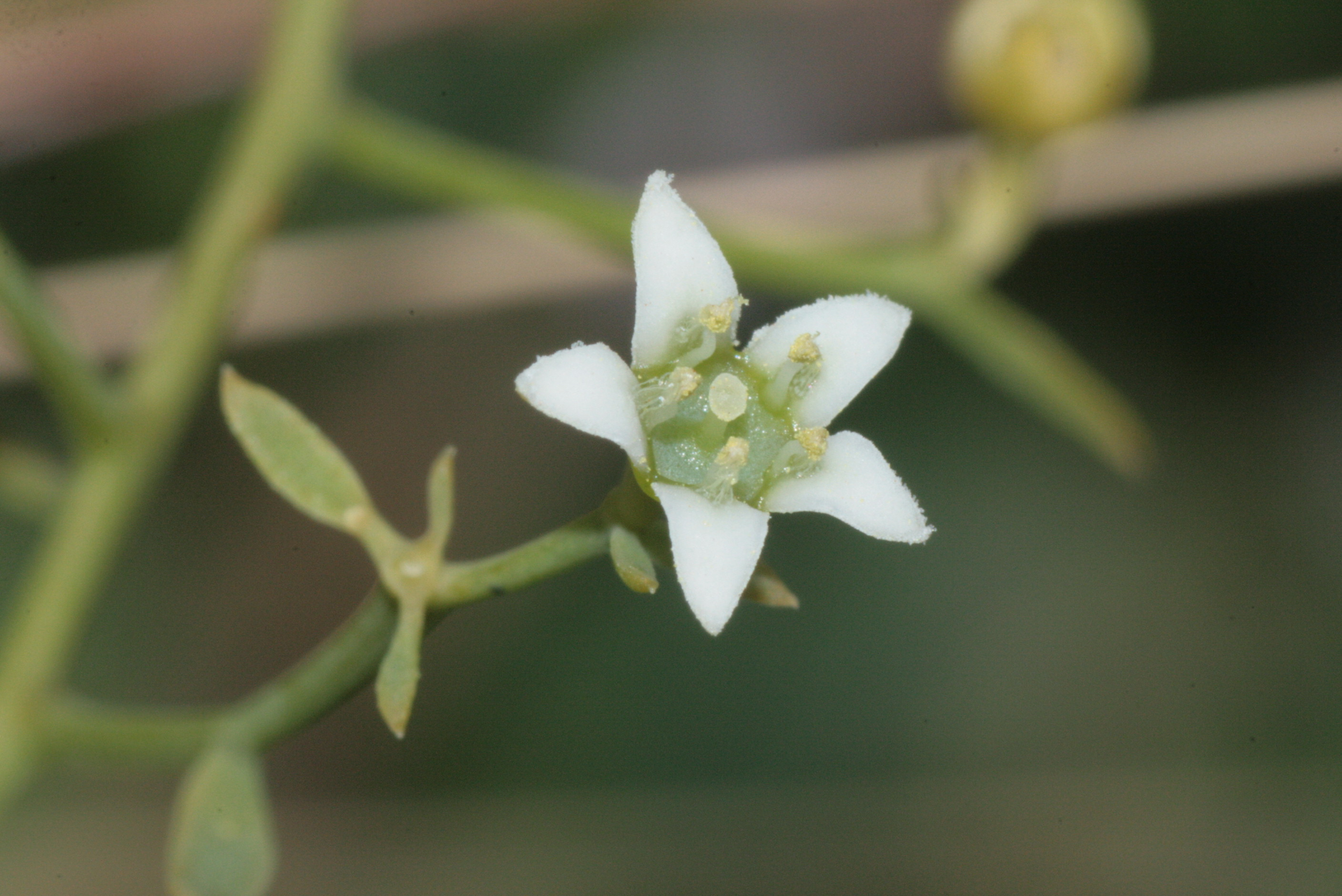
Fünfzählige Blüte

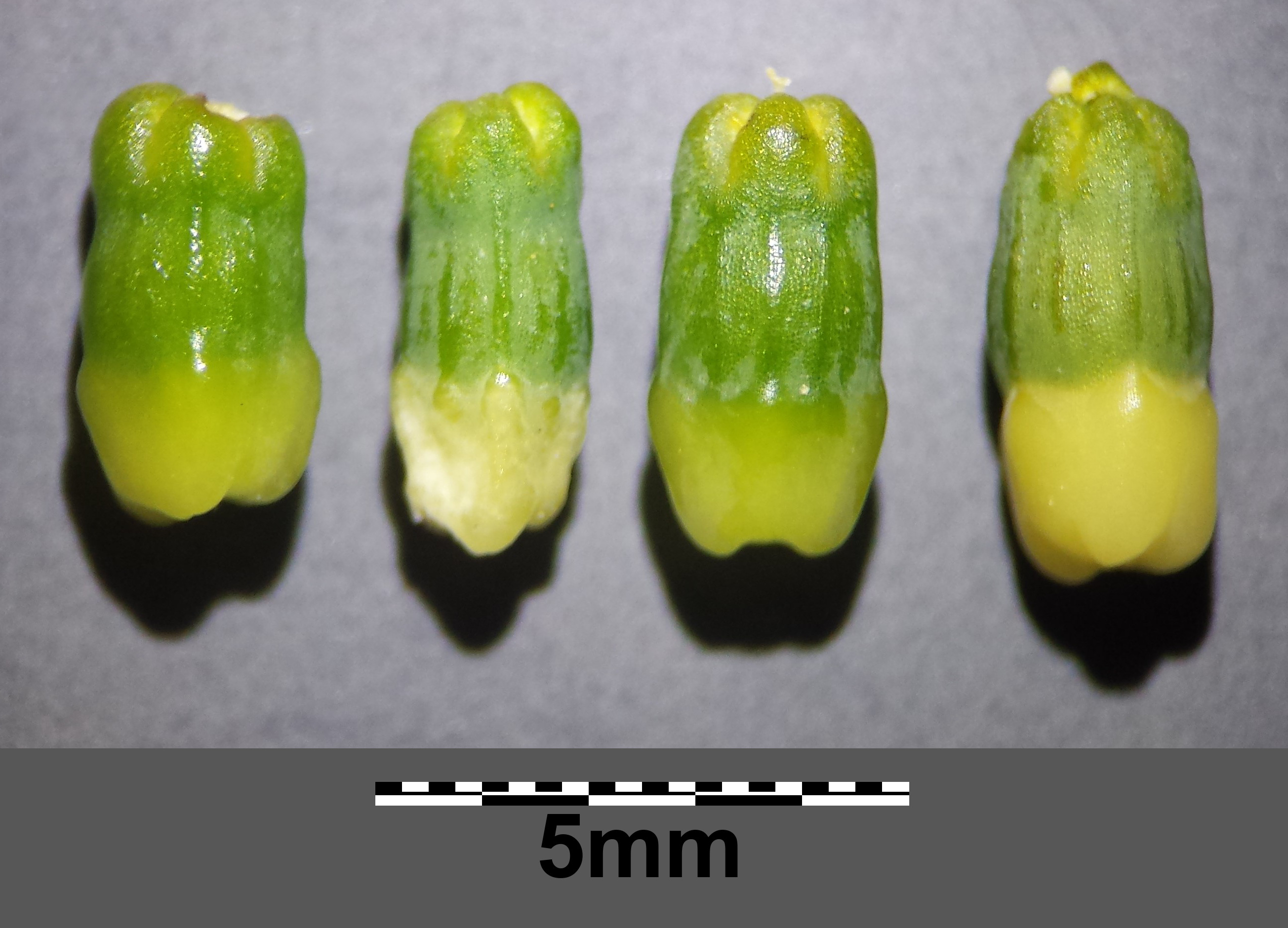
Früchte mit Elaiosom

### Vegetative Merkmale
Das Mittlere Leinblatt ist eine krautige Pflanze, die Wuchshöhen von 10 bis 30, selten bis zu 40 Zentimetern erreicht. Sie besitzt durch ihre unterirdischen, gelblich-weißlichen Ausläufer einen lockerrasigen Wuchs. Die Laubblätter besitzen ein bis drei Nerven, selten bis fünf, sind 1 bis 3, selten 6 Millimeter breit und von hell- bis gelbgrüner Farbe.

### Generative Merkmale
Der Blütenstand ist eine Thyrse, die Teilblütenstände sind dabei vorwiegend zymös. Bei jeder Blüte sitzen drei Hochblätter: das Deckblatt und zwei Vorblätter. Der Blattstiel des Deckblattes ist mit dem Blütenstiel rekauleszent verwachsen, daher sitzt das Blatt an der Spitze des Blütenstiels, nicht an dessen Grund. Die Blüten haben einen Durchmesser von 4 bis 6 Millimetern. Das Perigon ist fünfzipfelig (selten vierzipfelig). Blütezeit ist (Mai) Juni bis Juli.
Die Frucht hat über dem Hochblatt einen Stiel. Zur Fruchtreife ist das Perigon bis zum Grund eingerollt. Dadurch erscheint es als deutlich kürzer als die Frucht.
Die Chromosomenzahl beträgt 2n = 14 oder 24.

## Ökologie
Beim Mittleren Leinblatt handelt es sich um einen Geophyten. Das Mittlere Leinblatt ist ein Hemiparasit.
Die Bestäubung erfolgt durch Bienen. Für die Anlockung der Bienen soll vor allem der Duft maßgeblich sein, der menschlichen Nase erscheint er indessen so schwach, dass man ihn kaum wahrnimmt. Die Samenausbreitung erfolgt durch Ameisen.
Das Mittlere Leinblatt wird manchmal von dem Rostpilz Puccinia thesii befallen. Die Blätter sind dann verkrümmt, die Pflanze ist gelbgrün.

## Vorkommen
Das Mittlere Leinblatt ist in Eurasien verbreitet. Es ist ein submeridional/montanes bis südtemperiertes Florenelement.
In Deutschland kommt es zerstreut in Mittel- und Nordbayern, im südöstlichen Rheinland-Pfalz, in Thüringen, im südwestlichen Sachsen-Anhalt und in Bremen vor, selten in Südbayern, Baden-Württemberg, im südlichen sowie mittleren Hessen, nördlichen sowie östlichen Sachsen-Anhalt, südöstlichen Niedersachsen und östlichen Mecklenburg-Vorpommern. In Sachsen ist es ausgestorben. Insgesamt gehen die Bestände zurück. In Deutschland wächst es in Trockenrasen und halblückigen Trockenrasen. Es ist in der Unterart Thesium linophyllon subsp. linophyllon eine Charakterart des Adonido-Brachypodietum aus dem Verband Cirsio-Brachypodion, doch kommt die Art auch in Gesellschaften der Ordnung Brometalia vor.
In Österreich kommt das Mittlere Leinblatt im Burgenland, in Wien, Nieder- und Oberösterreich, Steiermark und Tirol (Oberinntal) vor, das Vorkommen in Salzburg ist fraglich. Es ist als gefährdet eingestuft. In den Alpen und im nördlichen Alpenvorland gilt es als stark gefährdet. In Kärnten ist es ausgestorben. Im pannonischen Gebiet ist es häufig, ansonsten kommt es zerstreut bis selten vor. Es wächst in Österreich in Halbtrocken- und Trockenrasen über Kalk in der collinen bis montanen Höhenstufe.
Es besiedelt in Mitteleuropa Trockenrasen, Felsbänder und Dünen. Es steigt in Gebirgen in Höhenlagen bis über 1200 Meter. Das Mittlere Leinblatt gedeiht am besten auf lockeren, sandigen oder steinigen Böden, die stark besonnt sind.

## Systematik
Wird das Berg-Leinblatt (Thesium bavarum) als Unterart zum Mittleren Leinblatt (Thesium linophyllon) gestellt, so besitzt dieses die zwei Unterarten:
- Thesium linophyllon subsp. linophyllon
- Thesium linophyllon subsp. montanum (Schrad.) Čelak. (Syn.: Thesium bavarum Schrank): Sie kommt nur in Europa und in der Türkei vor.[5]